# Istoria Greciei
Istoria Greciei se întinde pe o perioadă mare de timp și cuprinde multiple perioade distincte, având ca obiect de studiu istoria poporului grec, a zonelor în care acesta a locuit istoric, precum și studiul istoriei teritoriului Greciei de azi.
Primele urme de locuire umană în Grecia, au apărut în epoca paleoliticului (cca. 120000 la 10000 î.Hr.). În timpul epocii neolitice care a urmat (aprox. 7000 la 3000 î.Hr.), s-au gasit  o mulțime de clădiri neolitice răspândite în întreaga țară. Clădiri și cimitire au fost descoperite în Tesalia (Sesklo, Dimini), Macedonia, la începutul Peloponezului, etc. Epoca bronzului (cca. 3000 la 1100 î.Hr.) este marcata de apariția primelor centre urbane din regiunea Mării Egee.(Poliochni pe Limnos). Înfloritoare așezări au fost găsite pe Creta, Grecia continentală, Cyclades și Marea Egee de nord-est, regiunile în care modelele culturale caracteristice dezvoltate,La începutul al doilea mileniu î.Hr. Societățile organizate de palatul minoic au apărut pe Creta, care rezultă în dezvoltarea de scripturi prima scriere sistematica. Minoicii, cu Knossos Palace ca epicentrul lor, au dezvoltat o rețea de comunicații cu curse din regiunea Mediterana de Est,adoptate anumite elemente și la rândul său, a influențat decisiv culturi pe continent și insulele grecești de pe continent Egean in Grecia, grecii miceniani profitând de distrugerile provocate pe Creta de erupția vulcanică pe Santorini (in jurul anului 1500 î.Hr.) -au devenit forta dominanta in Marea Egee în timpul ultimelor secole.
În mileniul al II-lea î.Hr., în jurul anului 1200 î.Hr., au fost distrugeri masive in centrele miceniene, care au dus la declinul civilizației  miceniene și au provocat populația  să migreze catre regiunile de coastă din Asia Mică și Cipru (prima colonizare greacă). După aproximativ două secole de inactivitate economica și culturala, perioada care, de asemenea, a devenit cunoscută ca „anii negri” (1150 - 900 î.Hr.), a fost urmată de „perioada geometrică” (secolul al IX-lea - secolul al VIII-lea î.Hr.). Acesta a fost începutul Renasterii. Această perioadă a fost marcată de formarea si crearea  alfabetului grec și  scrierea  epopeii homerice (sfârșitul 8-lea î.Hr.)
In anii aheici care ulterior au urmat (7-lea- 6-lea î.Hr.) a fost o perioadă de schimbări majore sociale și politice in Grecia.s-au stabilit colonii în Spania, la vest, Marea Neagra la nord și  Africa de la sud (două colonizarii grecesti) punand bazele pentru apogeului din  timpul perioadei clasice.Anii clasici (sec. al 5lea -sec al 4lea-lea î.Hr.) au fost caracterizate prin poziția dominantă culturala și  politica din Atena, atat de mult incat a doua jumătate a secolului al 5-lea î.Hr. a fost numit  de  catre Pericle  Epoca de Aur  . Odată cu sfârșitul  războiului peloponez  în 404 î.Hr., Atena a pierdut rolul său de lider.Forțe  noi au apărut în timpul secolului al 4-lea î.Hr. Macedonenii, cu Filip al II și  fiul său Alexandru cel Mare, au început să joace un rol de lider în Grecia. Campania lui Alexandru la est și   cucerirea tuturor regiunilor pana la   râul Indus a schimbat radical situația  în lume, așa  cum a fost la acel moment.După moartea lui Alexandru, vastul imperiu creat de el a fost împărțit  între generalii săi, in regate care ar prevala în perioada elenistică (3-lea 1-lea î.Hr.). 
În această perioadă Grecia a rămas mai mult sau mai puțin  autonoma, dar a pierdut mult din vechea putere și  prestigiu.Apariția  romanilor pe scena militara si socio-politica și  cucerirea finală a Greciei, în 146 î.Hr.a forțat  țară  să adere la marele Imperiu Roman. În timpul perioadei ocupației  romane (1-lea î.Hr. - secolul 3 d.Hr.), Cei mai multi dintre imparatii romani , care au   admirat  cultura greacă, au acționat ca binefăcători în orașele  grecești, și mai ales in  Atena. 
Vizitatorii in Grecia astăzi  au posibilitatea de a urmări amprentele din istoria Greciei din paleolitic,Grecia  în epoca romană,  sute de monumente arheologice, precum și în muzee și colecții arheologice, care sunt împrăștiate în întreaga țară
Decizia data de  Constantin cel Mare pentru a muta capitala imperiului de la Roma la Constantinopol a mutat în centrul atenției  partea de est a imperiului. Această schimbare a marcat începutul anilor bizantini, în care Grecia a devenit parte a Imperiului Bizantin. După 1204, când Constantinopolul a fost luat de către cruciații din Vest, părți  din Grecia au fost repartizate liderilor occidentali, în timp ce venețienii  au ocupat poziții  strategice în Marea Egee (insule sau orașe de coastă)în scopul de a controla rutele comerciale. Ocuparea Constantinopolului  în 1262 a marcat ultimele etape ale existenței imperiului.
Otomanii au început treptat să profite de părți ale imperiului din secolul 14 AD, și completat destramarea imperiului cu cucerirea Constantinopolului în 1453. Creta a fost zona de final in Grecia, care a fost ocupata de către otomani în 1669.În jurul a patru secole de dominație otomană,  până la începutul Războiului de independență  al Greciei în 1821. Numeroase monumente din Anii bizantini și otomani pot fi vizitate. Perioada Ocupației au fost conservate, cum ar fi biserici bizantine și post-bizantine, manastiri, cladiri otomane,  si castele fermecătoare  diverse alte monumente, precum și asezari traditionale, destul de puține, care păstrează  și parțial  structura bizantina.
Rezultatul  Războiului de independență  al Greciei a fost crearea unui regat independent grecesc în 1830, dar cu terenuri suveran limitate. În timpul secolului 19 și începutul secolului  20 , noi domenii cu o populație  compacta greceasca au fost treptat inaugurate în statul  elen, terenul suveranei Grecii ar atinge nivelul său maxim de la sfârșitul  primului razboi mondial în 1920, cu contribuția substanțială a  prim-ministru Eleftherios Venizelos.Statul Elen a luat forma sa actuală, după încheierea celui de al doilea război mondial, cu includerea Insulele Dodecanese.

### Dictatura coloneilor
Dictatura coloneilor este denumirea dată puterii politice din Grecia între 1967 și 1974, care a provocat între altele exilul regelui [[Constantin al II-lea al Greciei urcat pe tron în 1964. Această dictatură a impus prin luarea puterii de către o juntă de ofițeri dominată de Georgios Papadopoulos.
Membrii juntei erau:
- Georgios Papadopoulos, colonel la „Biroul de Studii Militare”;
- Stylianos Pattakos, general de brigadă;
- Nikolaos Makarezos, colonel, fost atașat militar al Ambasadei Greciei la Roma;
- Dimitrios Ioannidis, general.

### Creșterea și criza economică
În 1974, după perioada de dictatură de șapte ani a avut loc un referendum, iar guvernul a schimbat de la o monarhie constituțională la o Prezidențiale  democrației  parlamentare, iar în 1981 Grecia a devenit membru al Comunității  Europene / Uniunii Europene.